# Dewoitine D.25
Il Dewoitine D.25 fu un aereo da caccia monomotore, biposto, monoplano ad ala alta a parasole, sviluppato dall'azienda aeronautica francese Société Aéronautique Française - Avions Dewoitine negli anni venti, ma avviato alla produzione in piccola serie dalla Aeroplanes Hanriot et Cie.
Si trattava di un progetto sviluppato per rispondere ad una specifica emessa dall'esercito francese per un caccia biposto, indicato come C-2, ma durante la sua realizzazione il programma per i caccia biposto venne annullato ed il modello proposto per il mercato estero.

## Storia del progetto
A metà degli anni venti le autorità militari francesi promossero, tramite la Section Technique de l'Aéronautique (STAé), un programma indicato come "1925 C2" (Chasseur, caccia, a due posti) per dotarsi di un nuovo modello in grado di ricoprire i ruoli di aereo da caccia, diurno e notturno, e di aereo da ricognizione diurno.
Per soddisfare questa esigenza la Dewoitine avviò lo sviluppo di un modello derivato dal caccia monoposto D.21, assegnandogli la designazione D.25, al quale risultava estremamente simile.
La principale differenza strutturale tra i due modelli, che condividevano la stessa lunghezza ed apertura alare, era costituita dalla presenza del secondo abitacolo posto in tandem dietro a quello destinato al pilota, e dell'irrobustimento della struttura della fusoliera intorno ad esso per consentire il montaggio di una mitragliatrice brandeggiabile.
Il prototipo, benché risultato più pesante del modello da cui derivava, venne equipaggiato con un motore, anche se dalla stessa architettura 12 cilindri a W e raffreddato a liquido, dalla potenza inferiore, un Lorraine-Dietrich 12Eb da 450 hp (340 kW) in luogo dell'Hispano-Suiza 12Gb da 500 hp (373 kW).
A loro volta sia il D.21 che il D.25 avevano molto in comune con il Dewoitine D.12 del 1924. Ad esempio l'ala a parasole adottata dal D.25 era del tutto simile a quella del D.12, con stessa apertura, lo stesso profilo a corda costante della sezione interna mentre quelle esterne, rastremate verso la radice e in maniera più accentuata verso l'estremità alare, terminavano in un'estremità dalla forma smussata. L'ala venne controventata alla parte inferiore della fusoliera tramite una lunga coppia, una per lato, di montanti obliqui. Sia il D.12 che il D.25 erano equipaggiati con lo stesso motore Lorraine-Dietrich dotato di radiatore di tipo circolare posizionato immediatamente dietro l'elica.
Le prove in volo del D.25 iniziarono nel corso del 1926 ma nel frattempo lo STAé decise di interrompere il programma "1925 C2". Al fine di recuperare i costi di sviluppo la Dewoitine propose il modello sul mercato estero ottenendo, nel 1928, una commessa di quattro unità da parte dell'Argentina. Gli esemplari vennero realizzati con un contratto di subappalto dalla Aeroplanes Hanriot et Cie e dotati di una doppia coppia di mitragliatrici Madsen calibro 7,9 mm, due fisse montate in caccia sulla parte superiore della fusoliera, dotate di dispositivo di sincronizzazione per permettere di sparare senza conseguenze attraverso il disco dell'elica, e l'altra coppia montata su supporto brandeggiabile nell'abitacolo posteriore.

## Utilizzatori
Argentina
- Servicio Aéronautico del Ejército